# Mariana Espósito

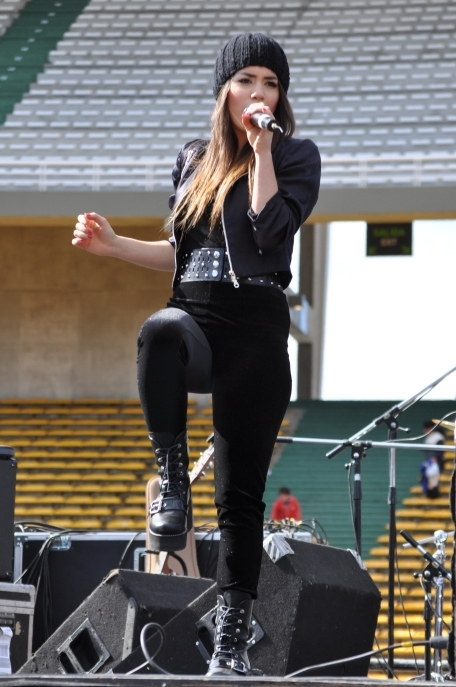

Mariana "Lali" Espósito (Buenos Aires, 10 d'octubre de 1991) és una actriu, cantant, compositora i empresària argentina. Va començar actuant en produccions de Cris Morena com Rincón de luz, Floricienta i Chiquititas sin fin, i es va fer coneguda per interpretar el personatge de Marianella Rinaldi en la sèrie Casi ángeles i com a membre de la banda pop derivada, Teen Angels. Des de 2013 desenvolupa una carrera com a cantant solista, en paral·lel al seu treball com a actriu.

## Biografia
Mariana Espósito va nàixer el 10 d'octubre de 1991 a Buenos Aires. És la filla menor de María José Riera, visitadora mèdica, i de Carlos Espósito, entrenador de futbol. Té dos germans grans, Ana Laura i Patricio. El seu sobrenom prové del seu germà, tretze mesos major que ella, qui de xicotet no podia dir-la "Mari", i va començar a dir-la "Lali".
La família vivia en el passatge La Cooperación, en el barri porteny de Parque Patricios, i després es va mudar a la localitat de Banfield, on Espósito va passar tota la seua infància i adolescència.
Realitzà els seus estudis primaris i secundaris en el col·legi San Vicente de Paul, a Parque Patricios.
Entre 2013 i 2014 va ser la cara de la marca de roba interior juvenil Lara Teens.
En 2014 protagonitzà el comercial del condicionador Biokur a Uruguai En 2015 realitzà comercials per Sedal, Claro i Coca-cola.
En 2013 llançà la seua propia línia de perfums: Lali Espósito.
En 2012 participà de la campanya "Basta de bullying, no te quedes callado", de Cartoon Network, i de la campanya "Reciclando tu botella llevamos agua potable a una escuela" de 'Mundo invisible - Cultura solidaria en movimiento'.
En 2013 formà part de la campanya "Los ídolos donan su voz" de la Fundación Manantiales.
En 2014 participà del concert realitzat per la Fundación Huésped en el Teatro Ópera, pels festejos dels vint-i-cinc anys contra les malalties conegudes com el VIH.
També interpretà juntament a Miranda!, Soledad Pastorutti, Kevin Johansen i Marcelo Moura la cançó «Bailemos todos» per a una campanya de Red Solidaria. En 2015 va protagonitzar la campanya solidària "Inundaciones, ¿qué estamos haciendo?" de la Fundación Sí, per a ajudar els damnificats per les inundacions en la ciutat de Còrdova.
El juliol de 2016 va participar d'una versió del tema «La memoria», de León Gieco, que van realitzar diversos artistes argentins per a commemorar el 22n. aniversari de l'atemptat terrorista a l'AMIA, ocorregut el 18 de juliol de 1994.

## Actuació
En 1998, va fer la seua primera participació en televisió en el programa infantil Caramelito y vos, conduït per Cecilia "Caramelito" Carrizo.
Debutà com a actriu en 2003, en el fulletó infantil Rincón de luz, emesa per Canal 9 i després per América TV. Interpretà a Malena "Coco" Cabrera, un personatge secundari.
Entre 2004 i 2005 va ser Roberta en el serial infantil Floricienta, en El trece. A l'any següent va interpretar a Agustina Ross en la sèrie infantil. Chiquititas sin fin emesa per Telefe. També va participar en les adaptacions teatrals d'aquestes tres sèries.
En 2007 va ser Marianella "Mar" Rinaldi en Casi ángeles, sèrie juvenil que va estar en l'aire fins a 2010 a Telefe i va ser retransmesa en diversos països. Espósito va participar en les adaptacions teatrals del programa.
En 2011 actuà en el fulletó Cuando me sonreís, de Tomás Yankelevich. A l'any sigüent, debutà en el cinema juntament a Mariano Martínez i Federico Amador en la pel·lícula La pelea de mi vida.
En teatre, interpretà a Abigail Williams en Las bruixes de Salem, de Arthur Miller, juntament a Juan Gil Navarro. En televisió realitzà una participació especial en el serial Dulce Amor.
En 2013 treballà en la telecomèdia de Pol-ka Solamente vos en el paper de Daniela Cousteau, una de les filles del protagonista, interpretat per Adrián Suar. Eixe any fou triada pel públic com a actriu de TV favorita en els Kids' Choice Awards Argentina.
En 2014 realitzà una participació en el festejà per las 300 funcions de Casi normales. Participà oimés en la pel·lícula peruana A los 40, dirigida per Bruno Ascenzo, y com actriz convidada en les sèries web Tiempo libre i Eléctrica.
En 2015 protagonitzà juntament a Mariano Martínez el fulletó Esperanza mía, interpretant a Julia "Esperanza" Albarracín. Per la seua actuació, rebé un premioTato a la Millor actriu. La versió teatral del programa, Esperanza mía, el musical, es presentà en juliol en el teatre Ópera Allianz de Buenos Aires, en setembre en les ciutats de Rosario i Còrdova i tancà la temporada en l'estadi Luna Park de la capital.
El 4 d'agost de 2016 es va estrenar Permitidos, comedia cinematogràfica que protagonitza juntament amb Martín Piroyansky, amb direcció d'Ariel Winograd.

## Televisió
| Any             | Títol               | Personatge                        |
| --------------- | ------------------- | --------------------------------- |
| 2003            | Rincón de luz       | Malena "Coco" Cabrera             |
| 2004-2005       | Floricienta         | Roberta Espinosa                  |
| 2006            | Chiquititas sin fin | Agustina Ross                     |
| 2007-2010       | Casi ángeles        | Marianella "Mar" Talarico Rinaldi |
| 2011            | Cuando me sonreís   | Milagros "Mili" Rivas             |
| 2012            | Dulce amor          | Ana (cameo)                       |
| 2013-2014       | Solamente vos       | Daniela Cousteau                  |
| 2015 - presente | Esperanza mía       | Julia "Esperanza" Albarracin      |

## Cinema
| Any  | Títol                 | Personatge    |
| ---- | --------------------- | ------------- |
| 2012 | La pelea de mi vida   | Belén Estévez |
| 2013 | Teen Angels: El Adiós | Ella mateixa  |
| 2014 | A los 40              | Melissa       |
| 2016 | Permitidos            | Camila        |
| 2023 | Puan                  |               |

## Teatre
| Any       | Títol               | Rol                          | Lloc            |
| --------- | ------------------- | ---------------------------- | --------------- |
| 2003      | Rincón de luz       | Malena "Coco" Cabrera        | Teatre Gran Rex |
| 2004-2005 | Floricienta         | Roberta Espinosa             | Teatre Gran Rex |
| 2006      | Chiquititas sin fin | Agustina Ross                | Teatre Gran Rex |
| 2007-2010 | Casi ángeles        | Marianella "Mar" Rinaldi     | Teatre Gran Rex |
| 2011-2012 | Teen Angels         | Ella mateixa                 | Teatre Gran Rex |
| 2012      | Las brujas de Salem | Abigail Williams             | Teatre Broadway |
| 2014      | Next to Normal      | Participación especial       | Teatre Tabarís  |
| 2015      | Esperanza mía       | Julia "Esperanza" Albarracín | Teatre Opera    |